# Kloster Walkenried
Das Kloster Walkenried ist eine ehemalige Zisterzienserabtei in Walkenried, gelegen am Südrand des Harzes nahe dem Dreiländereck Niedersachsen – Sachsen-Anhalt – Thüringen.
Der Gebäudekomplex umfasst die Ruine der Klosterkirche sowie das größtenteils erhaltene gotische Klausurgebäude. Dieses wurde 2006 zum Zisterziensermuseum Kloster Walkenried ausgebaut.
Seit 2010 gehört die Klosteranlage als Teil der Stätte Bergwerk Rammelsberg, Altstadt von Goslar und Oberharzer Wasserwirtschaft zum UNESCO-Weltkulturerbe.
Das Kloster Walkenried ist Bestandteil der Welterbe-Route des UNESCO-Welterbes im Harz.

## Geschichte des Klosters

### Gründung
Im Jahr 1127 stiftete Adelheid (vermutlich eine Schwester des Grafen Berengar I. von Lohra) das dritte Zisterzienserkloster im deutschsprachigen Raum. Während einer Pilgerreise hatte sie Mönche des neugegründeten Zisterzienserklosters Kamp am Niederrhein kennengelernt und ihnen Land zur Besiedlung angeboten. Der Bachlauf der Wieda und die unmittelbare Nähe zum Harz erfüllten die Standortkriterien der Zisterzienser: ausreichende Entfernung zu Siedlungen, Lage an einer Niederung mit Wasserlauf und Möglichkeit zur wirtschaftlichen Entfaltung, so dass der Gründungskonvent mit zwölf Mönchen und einem Abt aus Kamp 1129 einzog und mit dem Bau der romanischen Kirche beginnen konnte. Der spätere Kaiser Lothar III. von Süpplingenburg bestätigte die Klosterstiftung 1132. Im selben Jahr wurde das erste Tochterkloster Pforta bei Naumburg gegründet. 1141 erfolgte die Gründung des zweiten Tochterklosters Sittichenbach bei Eisleben.
Ausgestattet mit wassertechnischem Know-how begannen die Mönche 1144 mit der Trockenlegung und Urbarmachung des Oberen Rieds in der Helmeniederung am südlichen Harzrand, der heutigen Goldenen Aue. Durch das Prinzip der Subsistenzwirtschaft, das straffe, zentralistische Ordnungsgefüge und weiteres Startkapital, vor allem durch Kaiser Lothar III. von Süpplingenburg wuchs das Kloster innerhalb kürzester Zeit.

### 12. bis 19. Jahrhundert

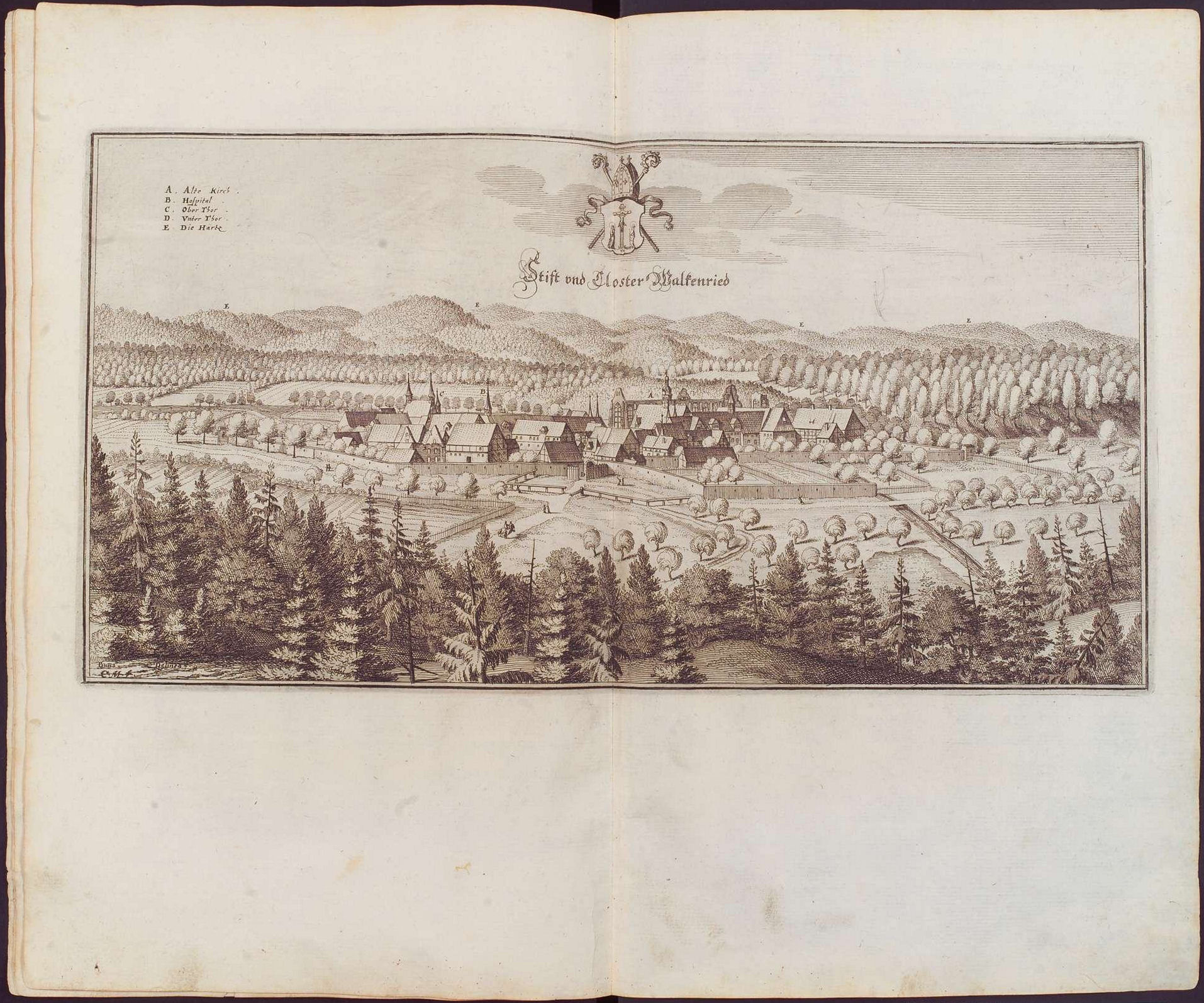
Merian-Stich der Klosteranlage um 1654

Die Blütezeit des Klosters lag im 12. und 13. Jahrhundert. Ab 1150 unterhielt Walkenried rund 30 Grangien und sechs Stadthöfe am südlichen, später auch am nördlichen Harzrand, sowie eine Grangie bei und einen Stadthof in Würzburg. Es betrieb Bergbau und Verhüttung am Rammelsberg, bei Gittelde und im Harz. Neben der Agrarwirtschaft bildeten die Montanwirtschaft und später auch die Geldwirtschaft weitere wichtige wirtschaftliche Standbeine. Über zwei Jahrhunderte waren die Walkenrieder Mönche Berg- und Hüttenherren im Harz und besaßen umfangreiche Waldgebiete vor allem zur Herstellung von Holzkohle für ihre Kupferhütten. Das Kloster hatte sich zu einem mittelalterlichen Klosterkonzern entwickelt. Im 13. Jahrhundert lebten, beteten und arbeiteten rund 100 Chormönche und über 200 Konversen im Kloster. Aufgrund seiner wirtschaftlichen Tätigkeiten wurde das Kloster Walkenried zu einem der reichsten und politisch bedeutendsten Klöster des Reformordens der Zisterzienser.
Die gotische Klosterkirche, eine der größten Kirchen Norddeutschlands, wurde nach rund achtzigjähriger Bauzeit im Jahr 1290 geweiht. Auch der Lesegang (der nördliche zweischiffige Kreuzgang) wurde zu dieser Zeit fertiggestellt. Die gotische Klausur wurde nach rund 40 Jahren Bauzeit um 1330 vollendet.
Mitte des 14. Jahrhunderts begann der Niedergang. Das Walkenrieder Kerngeschäft des Montanwesens stagnierte durch die Krise im Oberharzer Bergbau, zudem kam die Landwirtschaft durch die Pest und durch ökologische Probleme in eine schwierige Situation. Zur Kompensation der wirtschaftlichen Einschnitte verlegte sich das Kloster auf die Zinswirtschaft.
Der Konvent sank im Jahr 1509 auf das kanonische Minimum von 12 Mönchen und einem Abt. Die Klosterkirche wurde in den Bauernkriegen 1525 stark beschädigt. Mehrere hundert aufständische Bauern stürmten das Kloster und brachten den hölzernen Dachreiter der Klosterkirche zum Einsturz, der daraufhin durch das Gewölbe fiel und ein Loch hinterließ, das nicht mehr abgedichtet wurde. Im Jahr 1546 trat das Ordenskapitel zur Reformation über. Mit der Gründung einer Lateinschule 1556 gab sich die Klosteranlage Walkenried eine neue Funktion.
1578 übernahmen die Grafen von Hohnstein die Verwaltung des Klosters, 1593 fiel Walkenried an die Herzöge von Braunschweig und Lüneburg. Das Domkapitel von Halberstadt belehnte 1593 die Herzöge von Braunschweig-Lüneburg mit der Grafschaft Hohnstein. Damit fielen Klostergebäude, verbliebene Ländereien und Schutzherrschaft an die neuen Landesherren. Heinrich Julius wurde Administrator. Der evangelische Konvent bestand formal noch weiter, bis er 1648 aufgelöst wurde. 

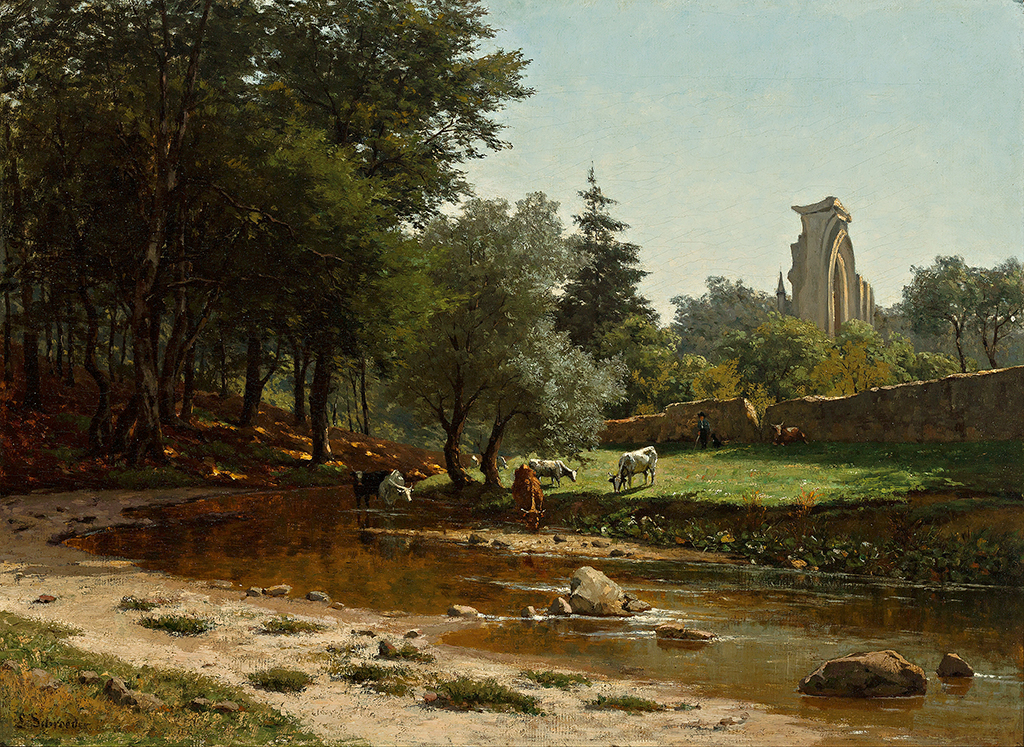
Liska Schroeder, geb. Kurz: Die Ruine des Klosters Walkenried im 19. Jahrhundert

Von 1557 bis zu ihrer Schließung im Jahr 1668 befand sich eine Lateinschule im Kloster. Nach ihrer Schließung wurde die Klosterkirche für rund 150 Jahre als Steinbruch genutzt und mehrere Gehöfte innerhalb der Kirchenruine errichtet. Nur die Klausur blieb fast vollständig erhalten. 1817 erfolgte ein Verbot des weiteren Abrisses der Kirchenruine. Im Jahr 1876 fanden Renovierungsmaßnahmen im Kreuzgang und in der Klausur statt.
Im 19. Jahrhundert entwickelte sich Walkenried dank der aufkommenden Ruinenfaszination zu einem regelrechten Malerparadies. Die Klosterruine begeisterte zahlreiche Architektur- und Landschaftsmaler der Romantik. Zu ihnen zählten Carl Hasenpflug, Carl Friedrich Lessing, Wilhelm Steuerwaldt, Eugen Bracht oder Fritz von Wille. Auch der berühmte Schriftsteller Wilhelm Raabe besuchte Walkenried und ließ sich von seinem Aufenthalt inspirieren.

### 20. und 21. Jahrhundert
Der Landkreis Osterode am Harz erhielt 1977 von der Eigentümerin der Klosteranlage Walkenried, der Stiftung Braunschweigischer Kulturbesitz (SBK) die Trägerschaft und leitete umfangreiche Sanierungs- und Restaurierungsmaßnahmen ein. Archäologische Grabungen der Niedersächsischen Landesdenkmalpflege begleiteten die Arbeiten. 1983 wurden die Walkenrieder Kreuzgangkonzerte ins Leben gerufen. Die Eröffnung des im Wesentlichen von Oberkonservator Reinhard Roseneck geprägten und gestalteten Zisterziensermuseums Kloster Walkenried folgte im Jahr 2006.
Seit 2010 gehört die Klosteranlage unter der Bezeichnung Bergwerk Rammelsberg, Altstadt von Goslar und Oberharzer Wasserwirtschaft zum UNESCO-Weltkulturerbe.
Durch die Fusion der Landkreise Göttingen und Osterode am Harz ging die Trägerschaft 2016 auf den neuen Landkreis Göttingen über. Im Kapitelsaal wurde 2017 eine neue Orgel mit 1714 Orgelpfeifen eingebaut. Am 1. Januar 2019 ging die Trägerschaft des Zisterziensermuseums Kloster Walkenried vom Landkreis Göttingen auf die Stiftung UNESCO-Welterbe im Harz über, der Landkreis war bis 2023 noch für das Gebäudemanagement im Kloster verantwortlich. Eigentümerin der Liegenschaft blieb die Stiftung Braunschweiger Kulturbesitz. Im denkmalgeschützten Herrenhaus der ehemaligen Klosterdomäne wurde im Juli 2020 das erste Welterbe-Informationszentrum der Stiftung UNESCO-Welterbe im Harz eröffnet.
Das Welterbe im Harz misst eine Gesamtfläche von 220 Quadratkilometern und weist zahlreiche museale Standorte und öffentlich zugängliche Bodendenkmäler auf.
Im Rahmen eines Forschungsprojektes des Niedersächsischen Landesamtes für Denkmalpflege (NLD) in Kooperation mit den Universitäten Heidelberg, Hannover und Göttingen sowie der Hochschule Hildesheim wurden auf dem Gelände des Klosters zwischen 2019 und 2023 archäologische und bauhistorische Untersuchungen durchgeführt. Im Mittelpunkt standen dabei die Baugeschichte der romanischen und gotischen Klosteranlage sowie die Nachnutzung der Klostergebäude in der frühen Neuzeit. Ergänzende Forschungen auf Wüstungen und Burgen im Umland gaben Aufschluss über die Siedlungs- und Kulturlandschaft und deren Entwicklung. Das Projekt wurde finanziert mit Forschungsmitteln des Landes Niedersachsen und der Stiftung Braunschweigischer Kulturbesitz.
Im Januar 2021 erfolgte die Eröffnung eines Spirituellen Klosterrundganges in Walkenried. Initiiert wurde das Projekt von der evangelischen Kirchengemeinde, die den Kapitelsaal des Klosters seit 1570 als Gottesdienstraum nutzt.
Im September 2023 wurde vor dem Westportal der Kirchenruine ein 1,50 × 1,50 Meter großes Klostermodell aufgestellt. Der barrierefrei aufgebaute Bronzeguss mit Blindenschrift zeigt die Klosteranlage zur Mitte des 14. Jahrhunderts u. a. mit Kirche, Kreuzgang, Krankenhaus und Klausur.
Hier ist auch der Startpunkt zum neuen 1,7 Kilometer langen Kloster-Erkenntnisweg, der auch per App erkundet werden kann.
2025 wurde das Brunnenhaus und der Kapitelsaal Teil des Ausstellungsprojektes „LICHTwege“ des Künstlers Ludger Hinse.

## Architektur

### Kirche

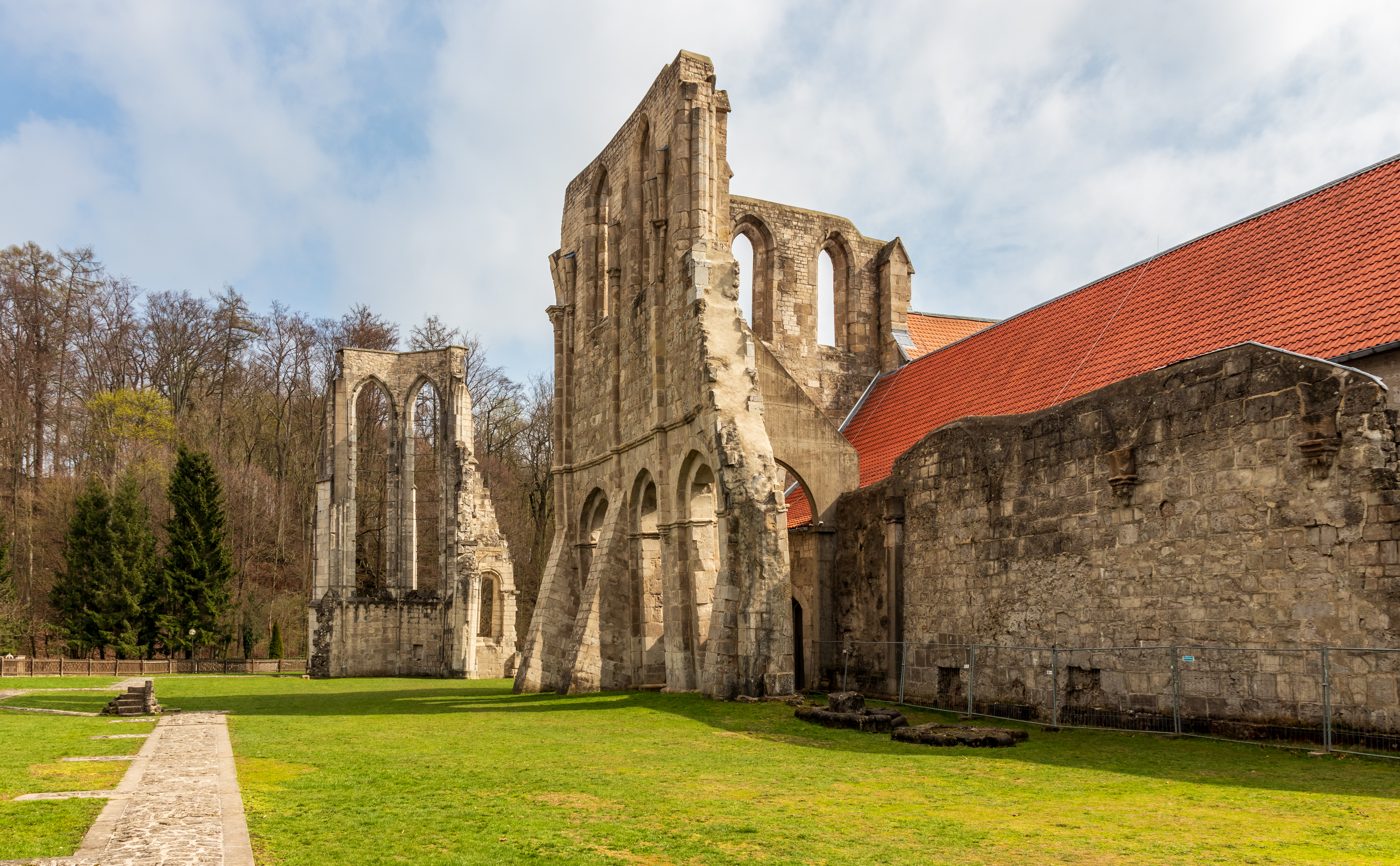
Blick auf die Ruine der Klosterkirche

Im Jahre 1137 wurde der Vorgängerbau der gotischen Klosterkirche geweiht. Bei dieser romanischen Kirche handelte es sich um eine 50 Meter lange, kreuzförmige Basilika mit fünf Apsiden.
Der gotische Kirchenneubau wurde vor 1209 von Abt Heidenreich initiiert und zunächst durch Kaiser Otto IV. mitfinanziert. Der Bau folgte einem französischen frühgotischen Schema, wobei sein Grundriss direkt von der Primarabtei Morimond übernommen wurde. Es handelte sich um eine dreischiffige Basilika mit fünf Jochen, mit sechsteiligen Gewölben im Mittelschiff und einem fünfschiffigen Chor. Bereits im Jahre 1253 wurde der Ostteil für den Gottesdienst genutzt. Im Jahre 1290, nach 80 Jahren Bauzeit, konnte die Kirche durch den Hildesheimer Bischof Siegfried II. geweiht werden. Mit fast 100 m Länge war sie damals eine der größten Kirchen Norddeutschlands.
Der ursprünglich gerade Chorschluss wurde im 14. Jahrhundert wegen statischer Schwierigkeiten durch ein 5/8-Polygon ersetzt. Im 15. Jh. richtete man im Ostteil des Chors die Grabkapelle der von Werthern ein. An der Innenseite des Chorpolygons befinden sich Ritzzeichnungen, die Angehörige der Familie in Ritterrüstung zeigen. Drei Grabplatten aus der Zeit um 1400 sind noch erhalten.
Nachdem die Vierung der Klosterkirche im Bauernkrieg beschädigt worden war, war sie dem Verfall preisgegeben.
Teile der Westfassade, der südlichen Seitenschiffwand sowie der Ostteil der südlichen Mittelschiffwand sind erhalten. 1902 stürzte ein Teil des Polygons ein. Nach einem weiteren Teileinsturz wurden 1987/88 die oberen Mauerpartien neu aufgemauert.

### Klausurgebäude

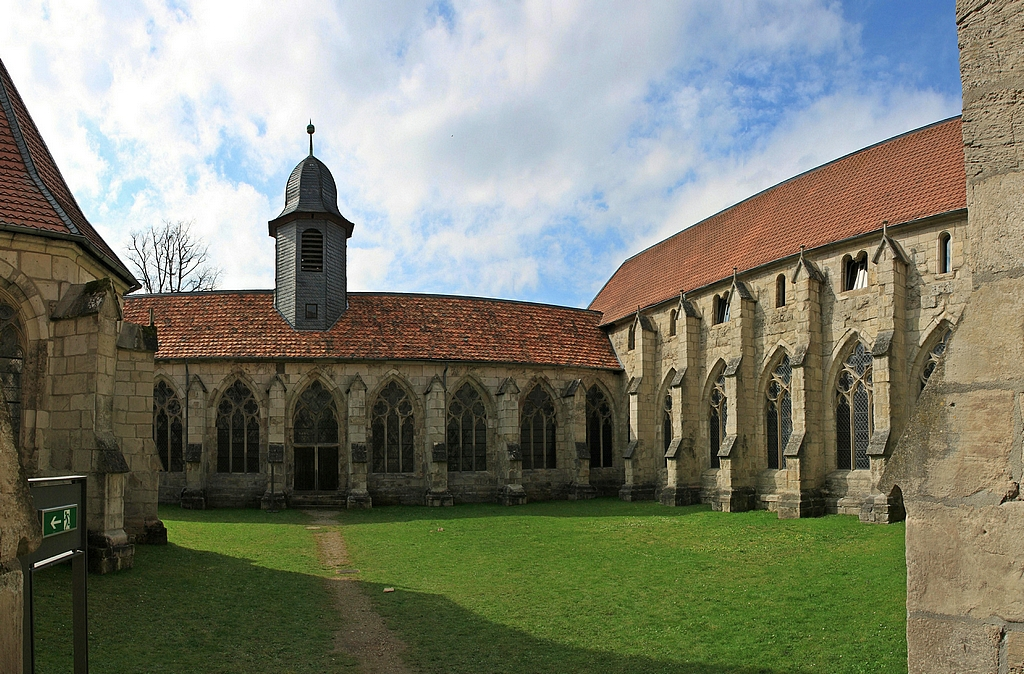
Blick in den Kreuzgarten (Innenhof) des Klausurgebäudes

Das Klausurgebäude, das spätestens um 1330 fertiggestellt wurde, schließt sich südlich an die gotische Kirchenruine an und ist in sehr gutem Zustand.

### Kreuzgang

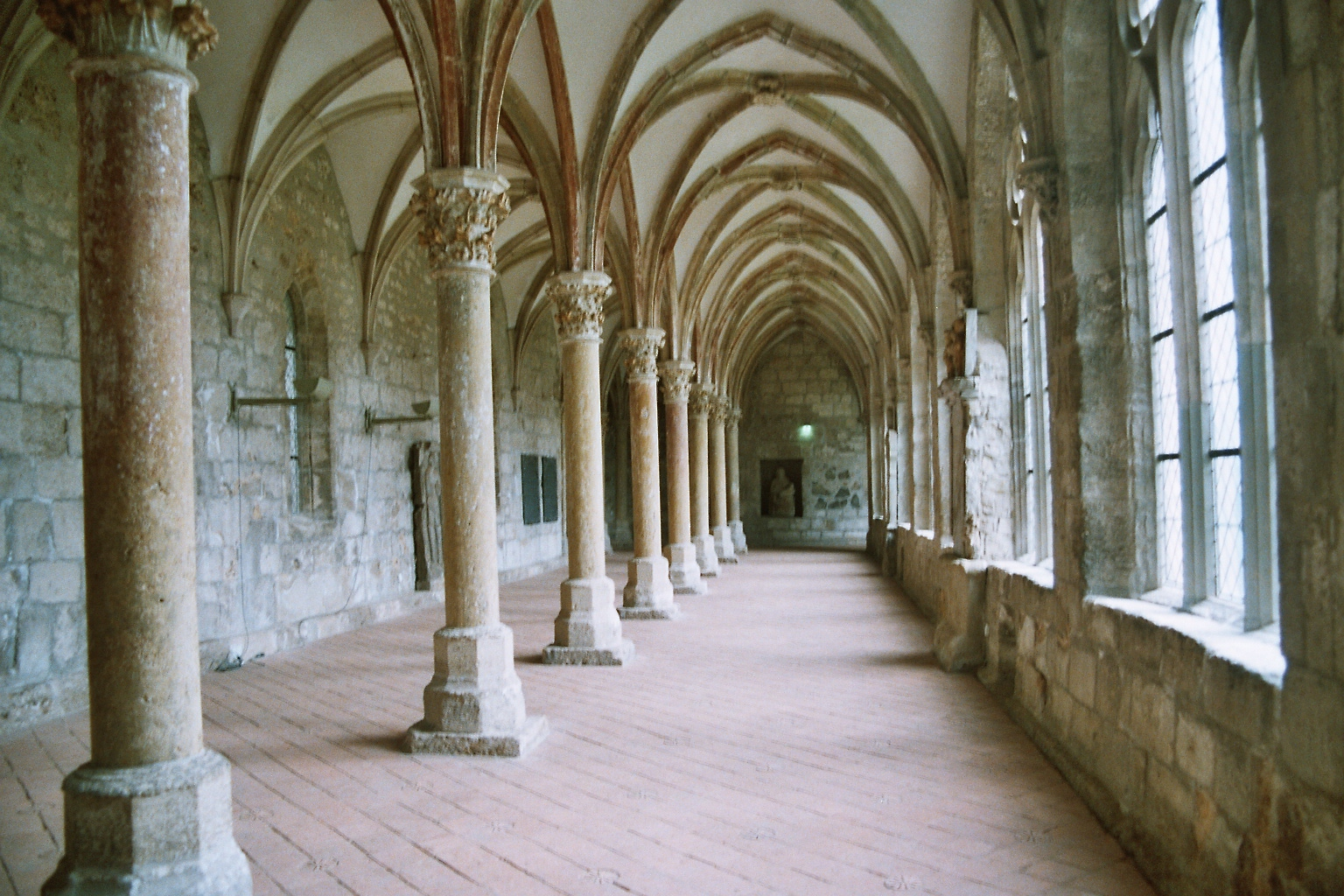
Doppelschiffiger nördlicher Kreuzgangflügel (Lesegang)

Der Kreuzgang gilt als einer der schönsten der Gotik in Norddeutschland.
Das Wahrzeichen Walkenrieds ist der nördliche doppelschiffige Flügel, der Lesegang (doppelschiffiger Kreuzgang), dessen Kreuzrippengewölbe in der Mitte von Säulen getragen wird und deren Kapitelle mit naturalistischem Blatt-, Blüten und Laubwerkdekor gestaltet sind. Zudem finden sich Tierdarstellungen bzw. Misch- und Fabelwesen sowie Gesichter, die von Schlusssteinen und Konsolen auf ihre Betrachter herabblicken.
Der Walkenrieder Kreuzgang und seine angrenzenden Räumlichkeiten präsentieren aber kein einheitliches oder durchgängiges erzählerisches Bildprogramm.
Die übrigen drei Flügel des Kreuzgangs sind einschiffig.

### Brunnenhaus
Das Brunnenhaus hat einen polygonalen Grundriss und ist in der Mitte des Südflügels mit dem Kreuzgang verbunden. Der ursprünglich gewölbte Raum wird heute von einer flachen Holzdecke überfangen.
Der um 1220 gegossene Bronzebrunnen ist nicht mehr erhalten. Nachdem er im 18. Jahrhundert von den Landesherren nach Salzdahlum bei Braunschweig verbracht wurde, verliert sich die Spur; möglicherweise erfolgte eine Einschmelzung für Kriegszwecke. Der Brunnen diente zur Zeit der Mönche auch der Entnahme des Weihwassers; hier wuschen sich die Brüder vor jeder Mahlzeit Gesicht und Hände. Gegenseitig schnitten sie sich Tonsur und Bart. Die regelmäßige Erneuerung der Tonsur stellte den Bezug zum Mönchsgelübde her; symbolisch bedeutete dies eine zweite Taufe – die Architektur des Brunnenhauses erinnert an eine Kapelle.

### Brüdersaal und Kapitelsaal

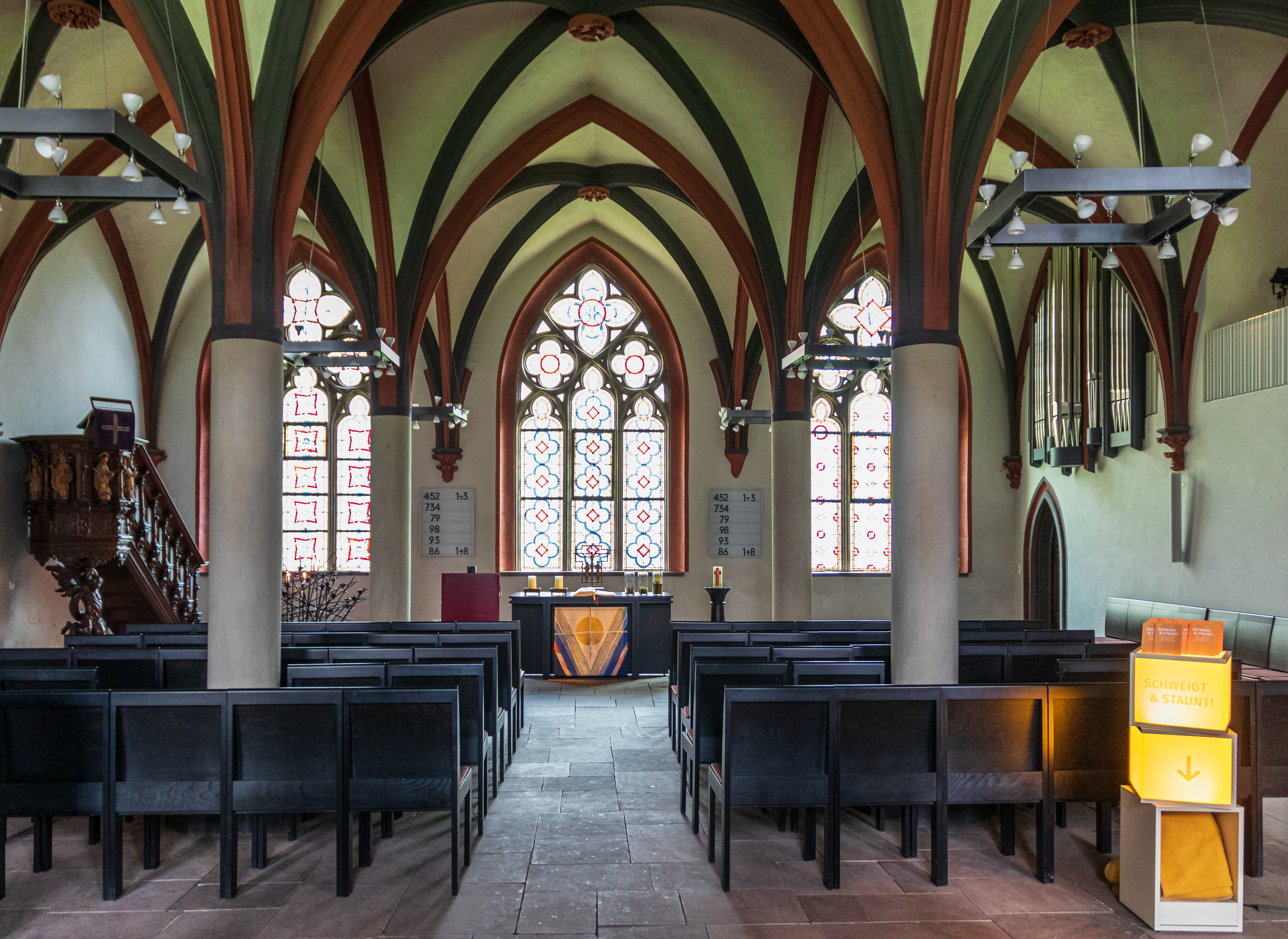
Kapitelsaal in der Walkenrieder Klausur (seit 1570 ev. Kirche)

Handarbeiten, die keiner Werkstatt bedurften, wurden im Brüdersaal, der Fraterie, verrichtet. Dies war der Studier- und Arbeitsraum der Mönche.
Der Kapitelsaal, ursprünglich der Versammlungsraum der Mönche, ist seit 1570 evangelische Kirche. Das Gewölbe des Kapitelsaals wird von kapitelllosen Säulen getragen. Die ursprüngliche farbige Fassung der Gewölberippen wurde in den 1980er Jahren nach Befund rekonstruiert.
Die gesamte Mönchsgemeinschaft unter dem Vorsitz ihres Abtes gehörte dem Kapitel an. Ausgestattet war der Saal mit einer umlaufenden Bank und einem Lesepult in der Mitte des Raumes. Aus der darauf ausliegenden Benediktsregel lasen die Mönche täglich vor. Alle wirtschaftlichen oder rechtlichen Entscheidungen wurden im Kapitelsaal getroffen. Auch über die Aufnahme der Novizen wurde entschieden. Als Ort des Gerichtes musste hier jeder Mönch sein Schuldbekenntnis ablegen und öffentlich Buße tun.
Als Kirchenraum erhielt der Saal 1667 eine barocke Holzkanzel, die von Konrad Bonifacius aus Ellrich geschaffen hatte. Der Kanzelkorb wird von einem Delfin und einem Engel getragen. An den Brüstungsfeldern des Korbes sind eine Christusfigur, eine Figur Martin Luthers sowie Darstellungen der Evangelisten angebracht.

## Ausstattung

### Madonnenfiguren

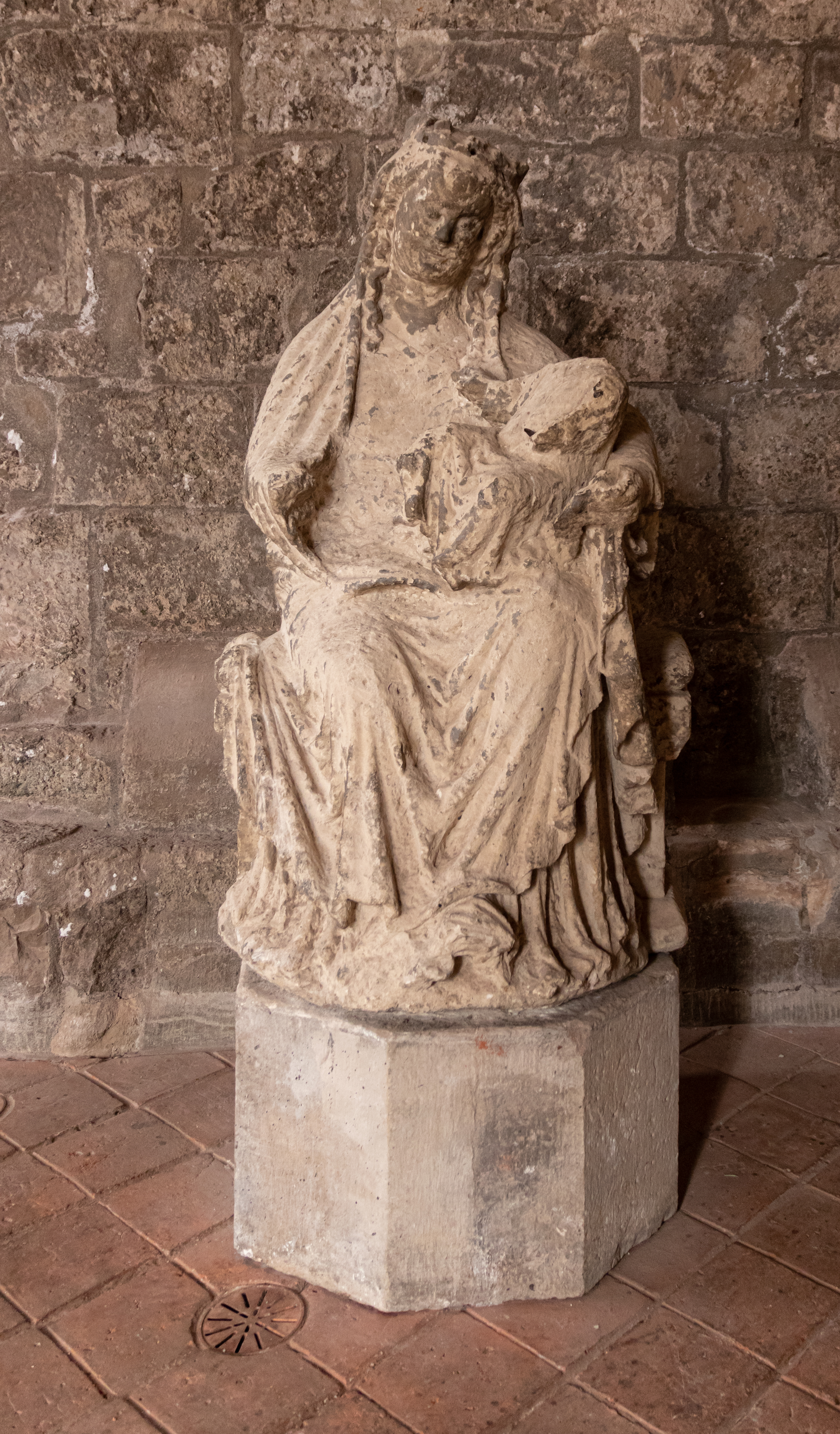
Gotische Madonna im Walkenrieder Kreuzgang

Das Zisterziensermuseum ist mit zwei gotischen Madonnenfiguren ausgestattet. Die museal präsentierte Torhausmadonna, eine streng frontal ausgerichtete Sitzfigur, wird durch Thron und Krone als Himmelskönigin charakterisiert. Auf ihrem Schoß sitzt der Jesusknabe. Die steinerne Gottesmutter im nördlichen Kreuzgangflügel ist ähnlich aufgebaut, weist aber stilistisch deutliche Unterschiede auf. Der Oberkörper neigt sich zum Kind, die Gewandfalten fließen weicher und der Ausdruck ist von einem leichten Lächeln geprägt.
Ihre kunsthistorische Bedeutung als Werk der Skulptur des sächsischen Raums um 1230/40 drückt sich in der Verwandtschaft zum Grabmal Heinrichs des Löwen und Mathildes im Braunschweiger Dom aus. Die Skulptur befand sich ursprünglich auf dem Hauptaltar der gotischen Klosterkirche.

### Kapitelsaal
Die Ausstattung des Kapitelsaals – Altarretabel, Epitaph und Holzkanzel – stammt mit Ausnahme der spätromanischen Standpiszine (eine Art Badewanne) aus nachmönchischer Zeit.
Die um 1220 gefertigte Piszine stand wohl einst in der romanischen Kirche und diente als Ausgussbecken für die Reinigung der liturgischen Geräte. Die Piszine ist architektonisch durchgestaltet, der Schaft einem Bündelpfeiler nachempfunden. Sie wird von der evangelischen Kirchengemeinde als Taufbecken genutzt.
Das Altarretabel stiftete 1577 der letzte – evangelische – Walkenrieder Abt Georg Kreite. Die Mitteltafel des Flügelaltars zeigt die Darstellung des Abendmahls, die Martin Luder aus Nordhausen zugeschrieben wird.
Das hölzerne Prunk-Epitaph ist dem letzten Hohnsteiner Grafen Ernst VII. gewidmet; es wurde 1602 von der zweiten Gemahlin des Verstorbenen gestiftet und zeigt den Grafen als Vollfigur im Profil vor einem Kruzifix kniend in ewiger Anbetung. Die Szenerie wird von einer dreiteiligen manieristischen Architektur hinterfangen. Der Künstler ist nicht überliefert; aufgrund stilistischer Ähnlichkeiten könnte es sich um den Hildesheimer Bildhauer Jonas Wulff handeln.

#### Orgel

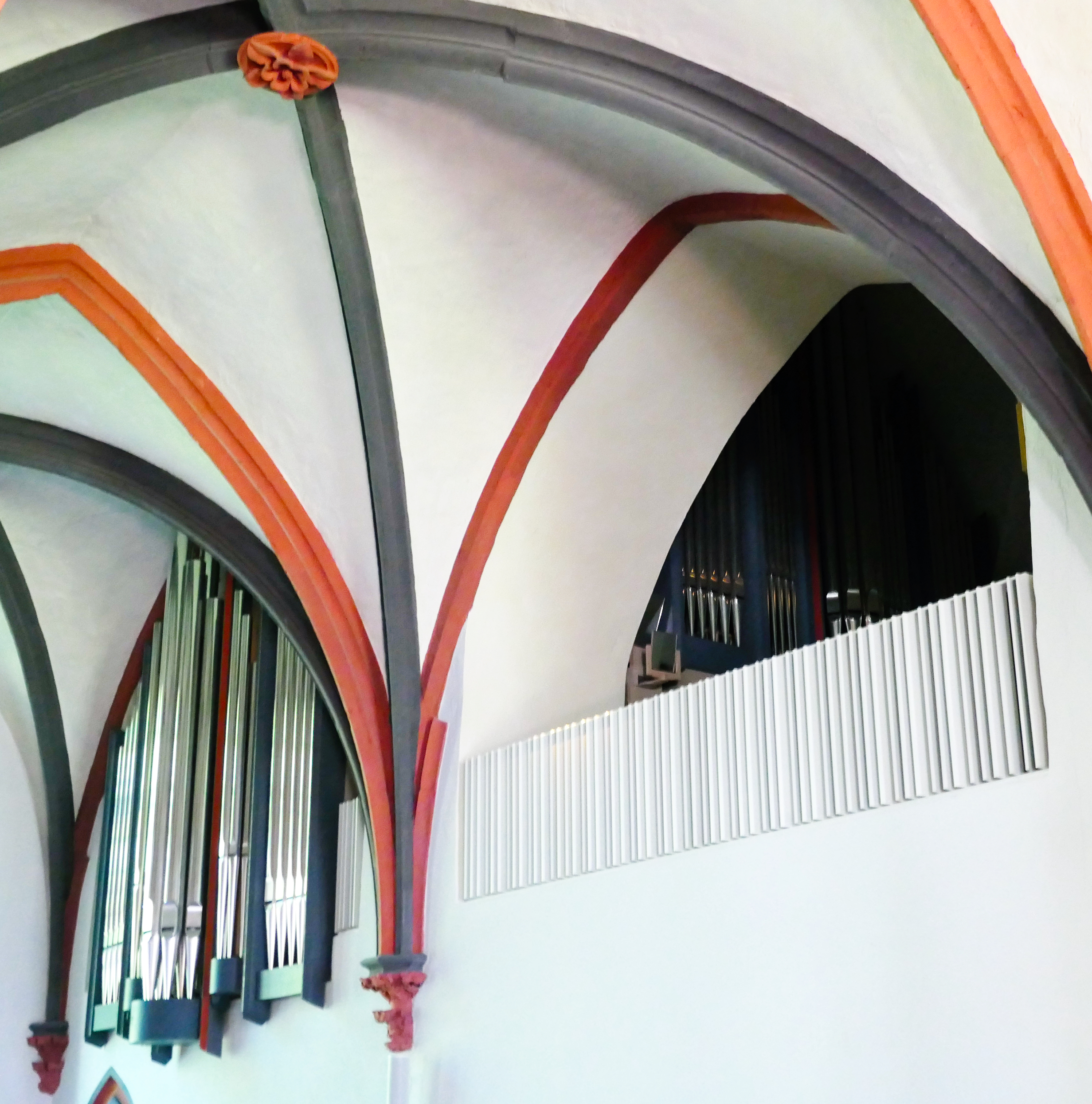
Bente-Orgel im Kapitelsaal

2017 wurde im Kapitelsaal durch den Orgelbaumeister Jörg Bente aus Bad Nenndorf eine neue Orgel mit 1714 Orgelpfeifen eingebaut. Diese große Orgel kann jetzt erstmals neben den Gottesdiensten auch für die Walkenrieder Kreuzgangkonzerte und eine neue Konzertreihe der Kirchengemeinde genutzt werden.
Die Ev.-luth. Kirchengemeinde Walkenried St. Maria und Martini weihte am Pfingstsamstag die neue Orgel mit einem Festgottesdienst ein.
| I Hauptwerk C–c4 |                |       |
| 1.               | Bordun         | 16′   |
| 2.               | Principal      | 8′    |
| 3.               | Viola da Gamba | 8′    |
| 4.               | Hohlflöte      | 8′    |
| 5.               | Rohrflöte      | 8′    |
| 6.               | Octave         | 4′    |
| 7.               | Gemshorn       | 4′    |
| 8.               | Quinte         | 2 ⁄3′ |
| 9.               | Octave         | 2′    |
| 10.              | Mixtur IV      |       |
| 11.              | Trompete       | 8′    |

| II Positiv C–c4 |                       |    |
| 12.             | Dolceprincipal        | 8′ |
| 13.             | Quintadena            | 8′ |
| 14.             | Lieblich Gedact       | 8′ |
| 15.             | Salicional            | 8′ |
| 16.             | Vox coelestis (ab c0) | 8′ |
| 17.             | Fugara                | 4′ |
| 18.             | Flauto traverso       | 4′ |
| 19.             | Nasat                 | 3′ |
| 20.             | Sesquialtera III      |    |
|                 | Vorabzug              | 2′ |
| 21.             | Vox humana            | 8′ |
|                 | Tremulant             |    |

| Pedal C–f1 |                     |     |
| 22.        | Violonbass          | 16′ |
| 23.        | Subbass             | 16′ |
| 24.        | Principalbass       | 8′  |
| 25.        | Fagottbass          | 16′ |
|            | Violon (aus Nr. 22) | 8′  |
|            | Bordun (aus Nr. 23) | 8′  |
|            | Octave (aus Nr. 24) | 4′  |
|            | Fagott (aus Nr. 25) | 8′  |

- Koppeln: II/I, I/P, II/P
- Effektregister: Zimbelstern, Kukuck, Vogelgesang (Nachtigall)

### Kreuzgang

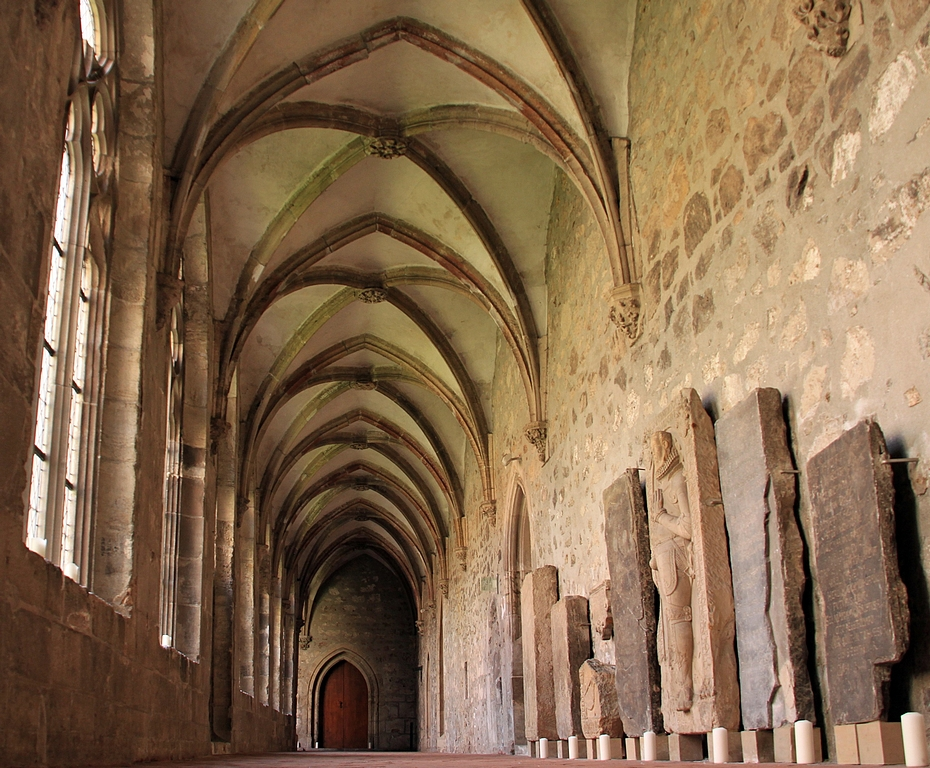
Kreuzgang mit mittelalterlichen Grabmalen

An den Wänden des Kreuzgangs sind zahlreiche Epitaphien, Grabsteine und Gedenkplatten angebracht, die, da sie ihrem ursprünglichen funktionalen Zusammenhang teilweise nicht mehr eindeutig zuordenbar sind, in chronologischer Reihenfolge präsentiert werden. Unter anderem handelt es sich um Ritzgrabsteine des Ritters Werner von Lethgast und des Grafen Dietrich III. von Hohnstein aus dem ausgehenden 13. und dem frühen 14. Jahrhundert. Das Bestatten auf geweihtem Boden galt im Mittelalter als Privileg, für das hohe Stiftungen geleistet wurden; in Zisterzienserklöstern wurde die Beisetzung von Laien erst 1217 durch das Generalkapitel gestattet. Die nicht mehr vorhandenen Grüfte des Walkenrieder Kreuzgangs stammten gänzlich aus nachmönchischer Zeit.
Auch nach Aufhebung des Klosters bzw. der Klosterschule als dessen Nachfolgeeinrichtung blieb der Kreuzgang Begräbnisplatz für Honoratioren und Funktionsträger des Stiftes, die im Nord- und Westflügel zahlreiche gemauerte Familiengrüfte anlegten. Erst gegen Ende des 18. Jahrhunderts hörten die Beisetzungen innerhalb der Klausur gänzlich auf, zumal der Kreuzgang zunehmend verwahrloste und sehr profanen Zwecken der Domäne diente. Erst 1837 begann der Blankenburger Kreisbaumeister Carl Frühling (1807–1893) nach Eingaben namhafter Künstler und Kunsthistoriker mit der würdigen Herrichtung des Kreuzgangs und des Brüdersaals. 1876 ließ Frühling die Grabsteine vom Fußboden des Kreuzgangs aufnehmen und an den Wänden aufstellen.

## Musik

### Walkenrieder Kreuzgangkonzerte

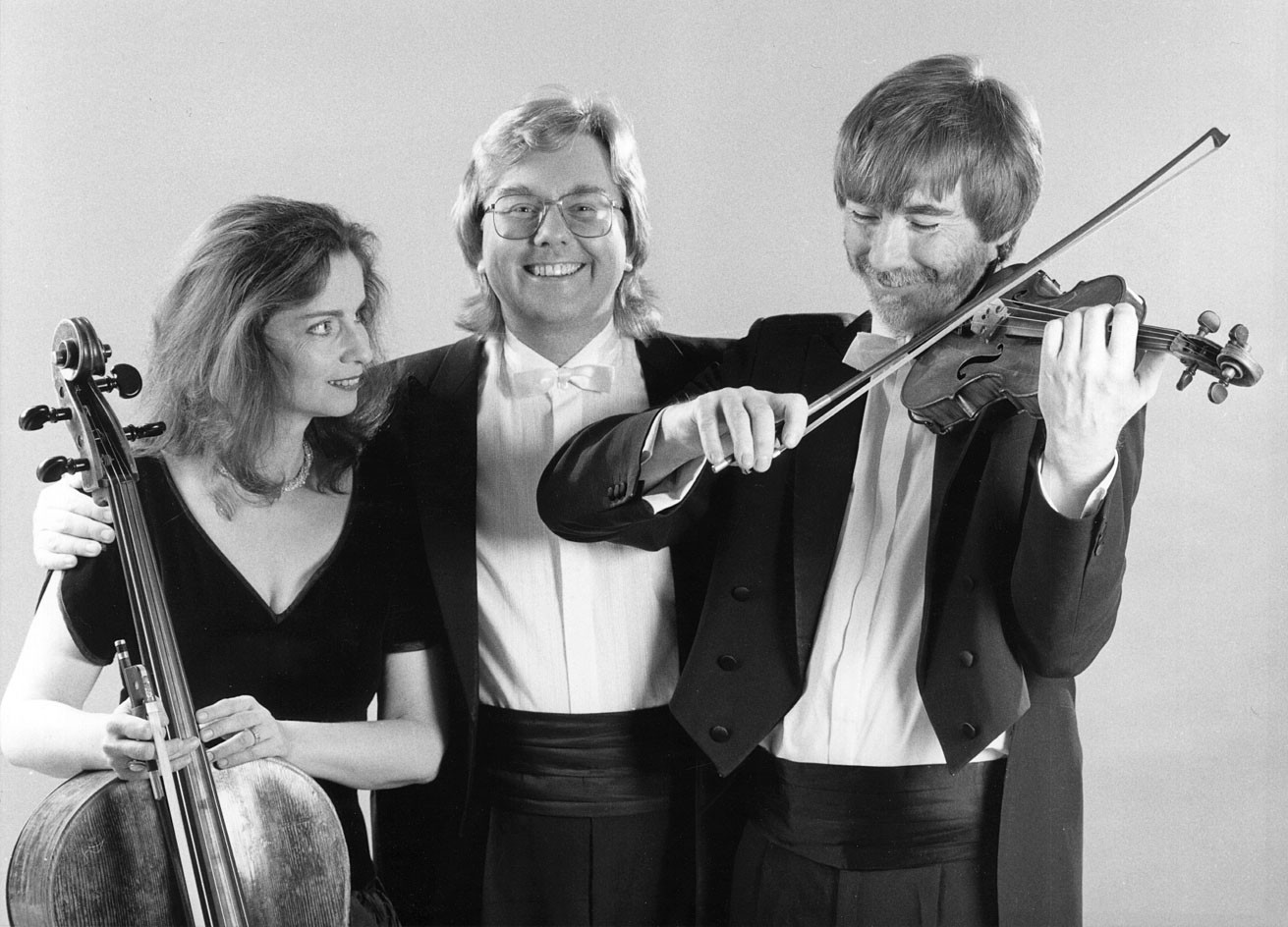
Abegg Trio (1990)

Der Landkreis Osterode am Harz und der Förderkreis Kloster Walkenried e. V. veranstalteten seit 1983 jährlich die Walkenrieder Kreuzgangkonzerte im Kreuzgang, sowie im Sommer auch im Kreuzgarten, mit musikalischem und literarischem Programm.
2015 hat die Eigentümerin der Liegenschaft Kloster Walkenried, die Stiftung Braunschweigischer Kulturbesitz (SBK), die Trägerschaft für die Walkenrieder Kreuzgangkonzerte vom Landkreis Osterode am Harz übernommen.

### Walkenried Consort
Das Walkenried Consort ist ein gemischtes Vokalmusikensemble, welches zu Neujahr 2017 – hier im namensgebenden Kloster Walkenried – gegründet wurde.
Es vereint junge Sängerinnen und Sänger aus ganz Deutschland. Die Mitwirkenden sind Studierende musikalischer und anderer Studiengänge, von denen viele inzwischen freiberufliche Sänger sind. In wechselnder kammermusikalischer Besetzung werden jährlich mehrere Konzertprogramme zur Aufführung gebracht, A cappella oder mit Instrumentalbegleitung durch Orgel, Trompete und Orchester. Das Repertoire des Walkenried Consort umfasst geistliches- und weltliches Liedgut aus verschiedenen Jahrhunderten in Deutsch, Englisch und Latein.
Jedes Jahr gibt das Ensemble ein großes Konzert im Kapitelsaal oder Kreuzgang des Klosters Walkenried, 2018 erstmals mit Begleitung der neuen Bente-Orgel sowie 2019 zusammen mit einem Kinderchor. Im August 2024 präsentierte das Walkenried Consort mit dem Orchester für Alte Musik Vorpommern sein bislang größtes und eindrucksvollstes Konzert im Kreuzgang des Klosters, die h-Moll-Messe von Johann Sebastian Bach.

### Konzertreihe der Kirchengemeinde
Seit einigen Jahren gibt es im Kloster Walkenried auch eine eigene Konzertreihe der Ev.-luth. Kirchengemeinde Walkenried St. Maria und Martini. Im Kapitelsaal – der Gemeindekirche – gibt es jährlich sechs bis acht Orgel- sowie Kammer- und Chorkonzerte in ganz unterschiedlich großer Besetzung.
Im Sommer finden die Konzerte auch im Kreuzgarten (Innenhof) statt.

## Klosteranlage Walkenried: Teil des UNESCO-Welterbes

Deutsche Version des Welterbe-Emblems

Seit 2010 ist die Klosteranlage Walkenried Teil des UNESCO-Welterbes Erzbergwerk Rammelsberg, Altstadt von Goslar und Oberharzer Wasserwirtschaft – bedeutendstes und größtes vorindustrielles Energieversorgungssystem. Die technische Entwicklung des Bergbaus im Oberharz war Vorreiter in Europa.
Schon vor 800 Jahren war das Wasser im Oberharz die entscheidende Kraftquelle der Berg- und Hüttenwerke. Im frühen 13. Jahrhundert entwickelten die Walkenrieder Mönche als bedeutende Berg- und Hüttenherren Systeme zur Wassernutzung weiter, die sie erworben hatten und welche die Harzer Bergleute über Jahrhunderte weiter ausbauten.
Gemäß Welterbeantrag gelten die Walkenrieder Zisterziensermönche als die Väter des Oberharzer Wasserregals. Ihr Kloster war somit die wirtschaftliche Betriebszentrale des sich ab 1225 bei Seesen am Harz (Münchehof) entwickelnden Industriegebiets mit Teich- und Grabensystem (Pandelbachtal) und des zeitgleichen Oberharzer und Rammelsberger Bergbaus.
Am Rammelsberg war Walkenried vermutlich seit der zweiten Hälfte des 12. Jahrhunderts mit der Realisierung moderner Wasserwirtschaftssysteme befasst; das Kloster hielt dort 25 Prozent der Grubenanteile, und die Mönche waren gemeinsam mit der Bergstadt Goslar über zwei Jahrhunderte die bedeutendsten Bergherren.
Ausschlaggebend für die Aufnahme der nahezu komplett erhaltenen gotischen Klosteranlage in das UNESCO-Weltkulturerbe war die überragende bauliche Sonderform des nördlichen Kreuzgangflügels, dem „Doppelschiffigen“. Mit außergewöhnlichem künstlerischen Anspruch und Raumeindruck, mit seiner Rhythmisierung durch die Rundstützen, dabei lichtdurchflutet und geprägt durch den unverwechselbaren Hallencharakter, ist er seit jeher architektonisches Alleinstellungsmerkmal und „Markenzeichen“ Walkenrieds.

## Historische Kulturlandschaft
Die Walkenrieder Kloster- und Gipskarstlandschaft ist eine 9,5 km² große historische Kulturlandschaft von landesweiter Bedeutung innerhalb des Kulturlandschaftsraums Südwestliches Harzvorland/Gipskarst. Die Zuordnung zu den Kulturlandschaften in Niedersachsen hat der Niedersächsische Landesbetrieb für Wasserwirtschaft, Küsten- und Naturschutz (NLWKN) 2018 getroffen. Ein besonderer, rechtlich verbindlicher Schutzstatus ist mit der Klassifizierung nicht verbunden.

## Zisterziensermuseum Kloster Walkenried
Die zum größten Teil erhaltene gotische Klausur des Klosters beherbergt das Museum in der Trägerschaft der Stiftung UNESCO-Welterbe im Harz. Das Museum versteht sich als Klostermuseum der Moderne, in dem sich Besucher auf eine Zeitreise begeben, um vom durch Beten und Arbeiten geprägten Leben und Wirken hinter den Klostermauern zu erfahren. Akustische und visuelle Inszenierungen sowie der museale Blick auf die erfolgreichen und großangelegten Wirtschaftstätigkeiten der Mönche betonen den fast 900 Jahre alten Ort. Das museumspädagogische Programm spricht alle Altersstufen an. Das Museum will auch Erlebnisort für Kinder und Familien sein. Die Besucher können sich mit Hilfe eines Audioguides führen lassen oder an einer Museumsführung teilnehmen.
Von September bis April werden nach Einbruch der Dunkelheit Führungen im Kerzenschein angeboten, deren Atmosphäre die einstige Abgeschiedenheit und Stille der Klausur empfinden lässt, sowie die Nacht der Offenen Pforte zu Ostersonntag u. a. mit Lesungen und Gregorianik bis Mitternacht. Zudem gibt es im Oktober/November den Spirituellen Herbst mit Rundgängen, Meditationen, Lesungen und Musik von Hildegard von Bingen oder Taizé-Lieder-Singen in den Klosterräumen.
Seit 2008 veranstaltet das Museum mit anderen Harz Klöstern den Harzer Klostersommer. In Walkenried gibt es dazu einen geführten Spaziergang auf dem Kloster-Erlebnisweg. Neben dem gotischen Klausurgebäude und der Kirchenruine zählen unter anderem das Hospital, der Klosterhof, die Alte Drostei und das herzogliche Jagdschloss Walkenried zu den Stationen.
Mit der Sternwarte Sankt Andreasberg gab es im Sommer 2019 erstmals eine Museumsnacht unter dem Motto Sternstunden.
Am 6. August 2022 hatte das Zisterziensermuseum Kloster Walkenried, in der Ruine der gotischen Klosterkirche, erstmals das Nordharzer Städtebundtheater mit einer Open-Air-Inszenierung des berühmten Mittelalterkrimis Der Name der Rose zu Gast.
Das Zisterziensermuseum Kloster Walkenried ist Mitglied im Museumsverband Niedersachsen und Bremen e. V.
Die Klosteranlage bietet Gastronomie im KlosterCafé Walkenried. Das Kloster ist nicht ganz barrierefrei. Eine rollstuhlgerechte Toilette befindet sich im Untergeschoss (Keller) des benachbarten Welterbezentrum Herrenhaus Walkenried.

### Zaubersaal
Im Obergeschoss neben der Dauerausstellung des Museums liegt der sogenannte „Zaubersaal“, in dem regelmäßig Sonderausstellungen gezeigt werden. Die kleinen romanischen Fenster geben einen Ausblick in den Kreuzgarten (Innenhof) und die Kirchenruine.

### Auszeichnungen
- 2007 wurde das Museum im bundesweiten Wettbewerb Deutschland – Land der Ideen ausgezeichnet.
- 2015 und 2018 erhielt das Museum das Zertifikat Kinder-Ferien-Land Niedersachsen.[36][37]

### Internationaler Klostermarkt

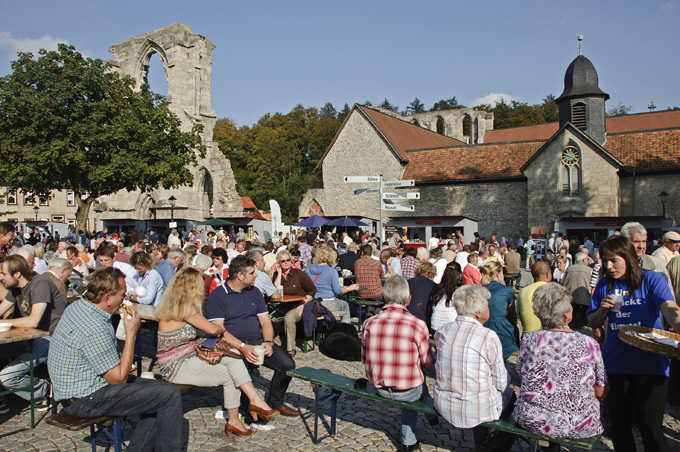
Klostermarkt Walkenried

Am internationalen Klostermarkt, den das Museum mit weiteren Veranstaltern jedes Jahr am letzten Septemberwochenende vor der gotischen Klausur ausrichtet, nehmen an die 30 Ordensgemeinschaften aus ganz Deutschland sowie dem angrenzenden Ausland teil. Zu der in Mittel- und Norddeutschland wohl einmaligen Veranstaltung bieten Mönche und Nonnen ihre klösterlichen Erzeugnisse aus Küche, Garten, Keller und Werkstatt an.
Der Klostermarkt ist auch ein Forum für den Gedankenaustausch über Gott und die Welt, über Spiritualität und soziales Engagement.

## Welterbe-Informationszentrum

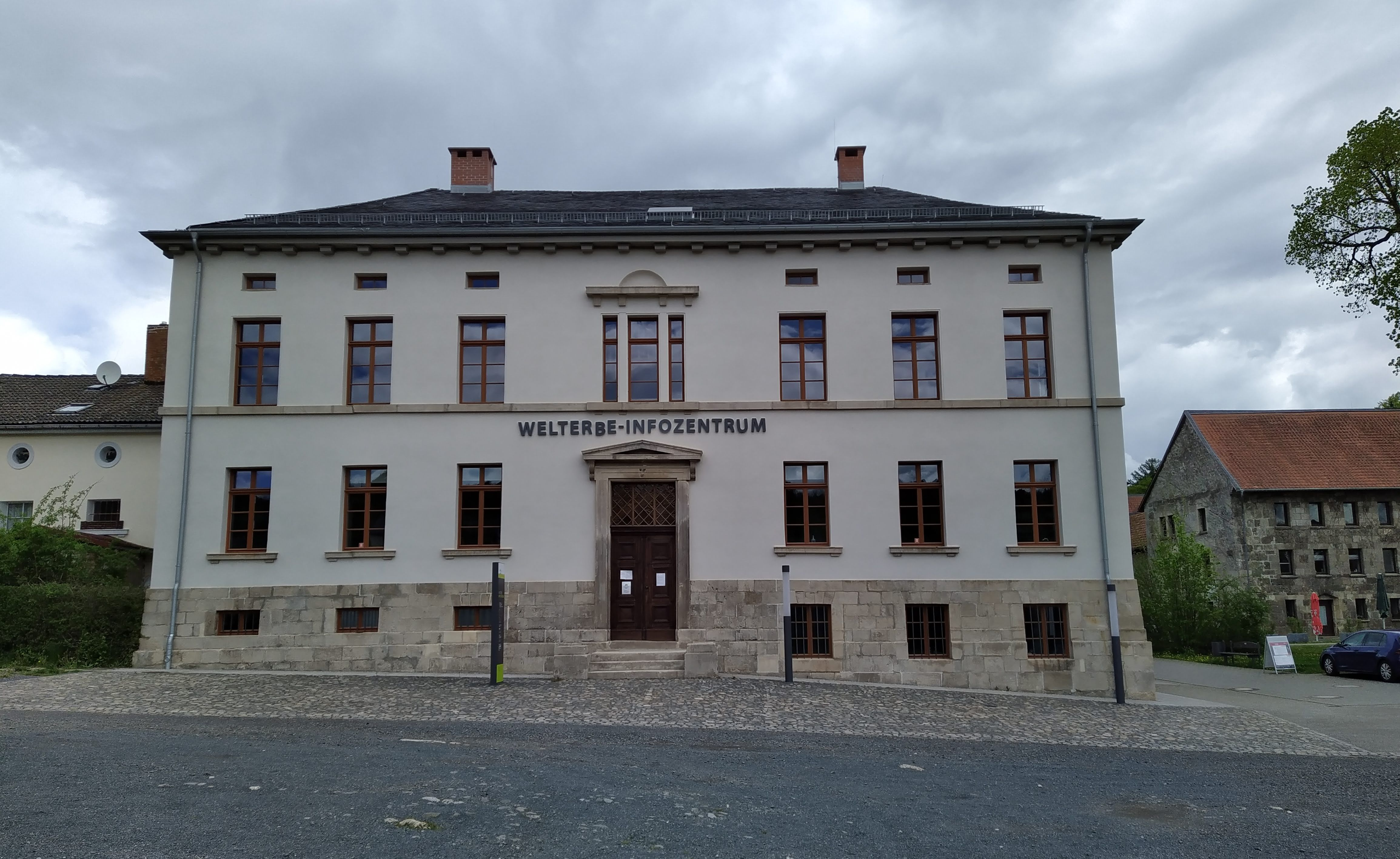
Welterbe-Informationszentrum im Herrenhaus Walkenried

Im Herrenhaus neben dem Kloster wurde am 22. Juli 2020 vom Niedersächsischen Wirtschaftsminister Bernd Althusmann das erste Welterbe-Informationszentrum der Stiftung UNESCO-Welterbe im Harz eröffnet.
Weitere Welterbe Infozentren wurden im historischen Rathaus am Marktplatz in Goslar (April 2022) und am Oberharzer Bergwerksmuseum in Clausthal-Zellerfeld (September 2022) eingerichtet.
Die barrierearmen Infozentren dienen als Überblick über das UNESCO-Welterbe im Harz und bilden den Auftakt zu den Originalschauplätzen im Welterbe. An den jeweiligen Standorten übernehmen sie vor allem die Funktion als „Scheinwerfer“ für die Orte in direkter Nähe und vermitteln deren Besonderheiten.
Auch wird die Bedeutung von UNESCO-Welterbestätten für die gesamte Weltgemeinschaft dargestellt.
Herzstück eines jeden Welterbe-Infozentrums ist ein 3D-Landschaftsmodell mit Videoprojektion, die den Veränderungsprozess der 3000 Jahre alten Kulturlandschaft im Westharz verdeutlicht. Mensch – Natur – Technik werden hier in einen zeitlichen und inhaltlichen Zusammenhang gebracht. Die Ausstellungen können kostenfrei besucht werden.

### Touristisches Leitsystem
Am 9. Oktober 2021 hat die Stiftung UNESCO-Welterbe im Harz ein neues touristisches Leitsystem für das UNESCO-Welterbe im Westharz eröffnet. Die Welterbe-Route verbindet die im niedersächsischen Teil des Harzes gelegenen Sehenswürdigkeiten des Welterbes über das öffentliche Verkehrswegenetz für Autofahrer sowie Fußgänger und vermittelt Informationen zum UNESCO-Welterbe im Harz und zu den jeweiligen Welterbe-Standorten.
Die „Welterbe-Route im Harz“ führt auf einer Strecke von rund 73 km von Goslar nach Walkenried sowie auf einem 12 km langen Abstecher von Clausthal-Zellerfeld nach Bad Grund. Ein Fußgängerleitsystem wurde zusätzlich für Wildemann, Bad Grund, Sankt Andreasberg und Walkenried realisiert.
Die auch zum UNESCO-Welterbe gehörige Altstadt von Quedlinburg ist nicht in das Leitsystem eingebunden.

## Förderkreis Kloster Walkenried
1973 wurde der Förderkreis Kloster Walkenried e. V. gegründet. Die Mitglieder fördern die Bemühungen um die Erhaltung des Baudenkmals und die Durchführung kultureller Veranstaltungen und Ausstellungen im Kloster, wie das ganzjährig geöffnete Museum.
Am 20. Januar 2023 beging der Förderkreis sein 50-jähriges Vereinsjubiläum mit einem Festakt im Kapitelsaal des Klosters unter Teilnahme des Präsidenten der Stiftung Braunschweigischer Kulturbesitz, Ulrich Markurth, des Landrats des Landkreises Göttingen Marcel Riethig und des Propstes Jens Höfel von der Propstei Bad Harzburg. Der Festvortrag wurde von Axel Saipa gehalten.

## Lebensschule Kloster Walkenried
Nach der Reformation wurde das Zisterzienserkloster Walkenried evangelisch. Am 5. Oktober 1557 eröffneten die verbleibenden Mönche eine Klosterschule. Deren Ziel war die Vorbereitung der Schüler auf ein Theologiestudium und die Vermittlung einer umfassenden und ganzheitlichen Bildung im Geiste der Regel Benedikts.
Genau 440 Jahre später, 1997 wurde im Kapitelsaal die Lebensschule Kloster Walkenried gegründet. Sie möchte die Walkenrieder Tradition ganzheitlicher Lebensbildung aufgreifen und dem suchenden Menschen von heute religiöse Erlebnis- und Erfahrungsräume zur Verfügung stellen. Vortragsabende, Workshops und philosophisch-theologische Seminare sollen Lebenshilfe und Sinnfindung im ökumenischen Geist bieten. In Gottesdiensten, Andachten und der Walkenrieder Hora werden verschiedene Formen christlicher Spiritualität eingeübt und versucht, spirturelle Impulse aus dem Mönchstum ins Heute zu übertragen.

## Teichlandschaft

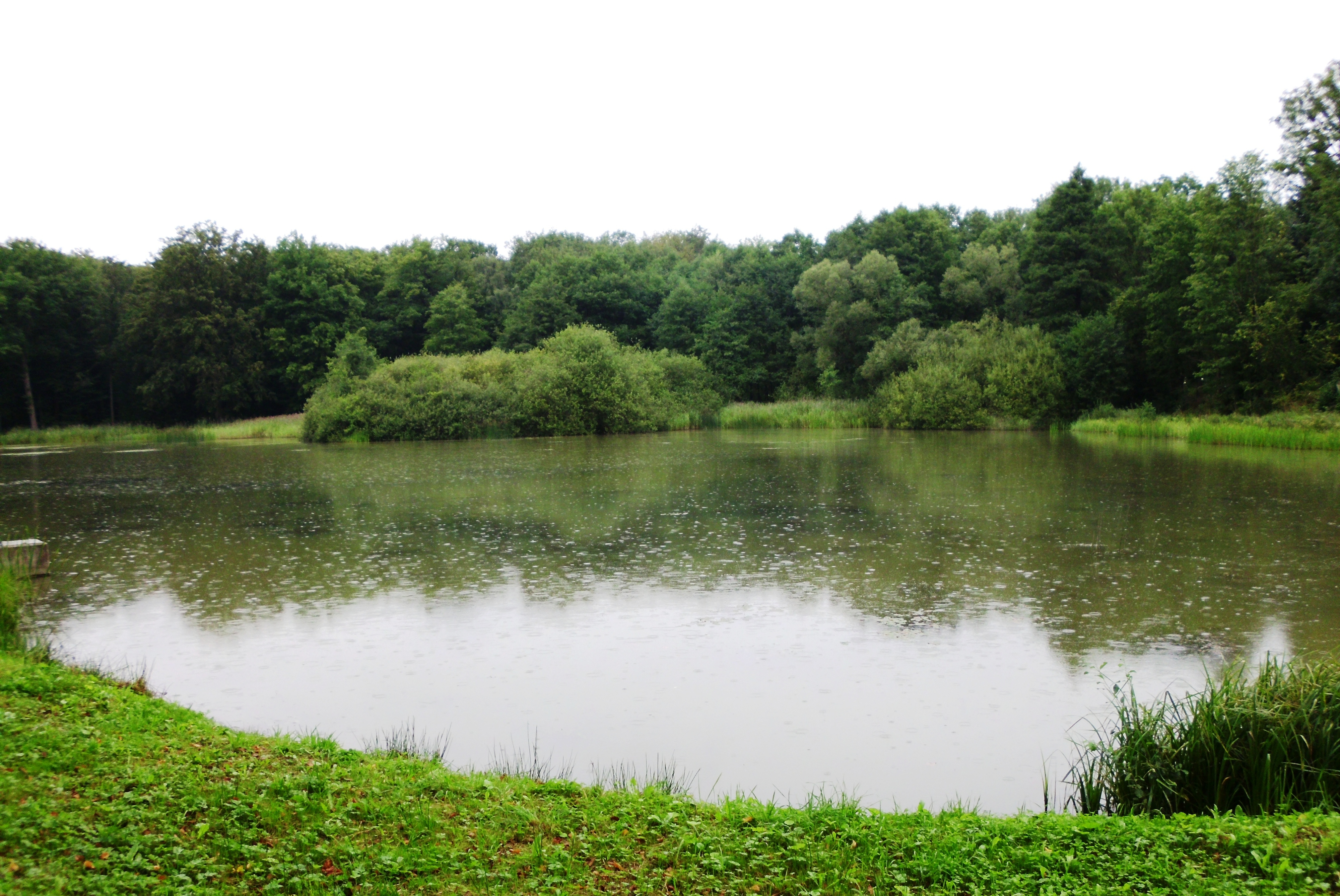
Einer der Klosterteiche in Walkenried

Die Teichlandschaft wurde im 12. Jahrhundert von Walkenrieder Zisterzienser-Mönchen für die Fischzucht angelegt. Der Legende nach sollen es 365 Teiche gewesen sein – einen für jeden Tag im Jahr. Dies wird angezweifelt, tatsächlich nachweisbar sind 55 Teichanlagen, von denen aber auch nur noch ein Teil erhalten ist. In unmittelbarer Nähe des Klosters legten die Mönche ein System von 16 Fischteichen an, denn Fisch war wichtige klösterliche Speise und zudem ein Handelsprodukt. So entstand eine von den Mönchen geschaffene Kulturlandschaft, die teilweise bis heute erhalten ist.
Die historischen Teiche sind mit ihren Dämmen, Ab- und Umlaufgräben ein technisches Denkmal des Mittelalters. Sie präsentieren sich heute als eindrucksvolle Erholungslandschaft. Bereits 1950 wurden die Teiche als Naturschutzgebiet Priorteich-Sachsensteingebiet ausgewiesen.
Die parkartige und wasserreiche Landschaft des Klostergeländes beherbergt eine vielfältige Flora, Fauna und Funga. So konnten seltene Sumpfpflanzen und einige bemerkenswerte Großpilzarten nachgewiesen werden.
Heute werden die Klosterteiche von dem Verein Walkenrieder Sportfischer e. V. bewirtschaftet. Einige dienen allein der Aufzucht, an anderen kann mit einer Angelkarte gefischt werden.

## Trivia
1853 ist die Klosteranlage zu Walkenried der Schauplatz von drei Sagen in Ludwig Bechsteins Deutschem Sagenbuch, und 2004 erschien ein historischer Roman um die Stifterin des Klosters Walkenried, Adelheid von Lare.
2018 wurde im Kloster Walkenried die Freimaurer Johannisloge Walkenried/Südharz "Porta Patet Cor Magis" gegründet.
Im November 2019 wurden im Kloster Walkenried Szenen zur Folge Die Fälscherin der ARD-Kriminalfilmreihe Harter Brocken gedreht. Schon vor einigen Jahren wurden für die Serienverfilmungen Allein gegen die Zeit – Der Film, Einstellungen in Walkenried aufgenommen.
2020 war die historische Oberharzer Wasserwirtschaft und die Walkenrieder Klosteranlage auch ein Thema in der NDR-Quizshow mit Jörg Pilawa.
Im September 2021 gab es im Kreuzgang erstmals eine Lesung im Rahmen des Mordsharz-Festivals im Kloster Walkenried. Die Autoren waren Alex Beer, Andreas Gruber und Bernhard Aichner.
Auf dem Klostervorplatz findet jedes Jahr am zweiten Adventwochenende der Walkenrieder Weihnachtsmarkt mit insgesamt 30 Buden und Ständen statt, dazu gibt es ein Rahmenprogramm im Kloster.
Seit 2025 gibt es auf dem Klostervorplatz auch den XXL-Wochenmarkt und Herbstbauernmarkt.